# Ixorida gordoni
Ixorida gordoni är en skalbaggsart som beskrevs av Miksic 1972. Ixorida gordoni ingår i släktet Ixorida och familjen Cetoniidae. Inga underarter finns listade i Catalogue of Life.